# 永太乡
永太乡是中国陕西省咸阳市永寿县下辖的一个乡。

## 行政区划
永太乡下辖以下行政区：
焦家河村、保家沟村、车村、邵村、卢庄村、北堡村、前沟村、孟坪村、马究村、余家庄村、太村、郭村、咀头村、张贺村、立志堡村、宜家塬村